# ピストンコラージュ
ピストンコラージュ（英語: Pxtone Collage）は、フリーウェアとして提供されているミュージックエディタである。開発元は洞窟物語などで有名な開発室Pixel。現在も定期的に更新されている。
略称且つ通称は「ピスコラ」。

## 概要
作曲はピアノロールベースで行う。音源としてはWAVファイル、Oggファイルの他、付属ソフトで作成できるピストンボイスファイルやピストンノイズファイルを利用できる。音源のデータは楽曲ファイルに埋め込まれるため、MIDIのように再生者の環境によって音色が左右されることがない。出力可能なファイル形式は、WAVファイル、ptcopファイル、pttuneファイルの三種類である（標準の保存形式はptcopファイル）。
ピストンコラージュにはミュージックエディタの他に、パラメーターを設定して独自の音色を作成できる「ピストンボイス」、ドラム音などを作成できる「ピストンノイズ」、ptcopファイルやpttuneファイルを再生できる「ピストンプレーヤー」が付属している。また、作曲したデータは、付属のDLLを使えば外部のプログラムからも再生できる。
またピストンコラージュ専用の
投稿サイトがあり、(例としてpxtone web)現在はあまり見かけないがピストンコラージュ専用にこだわらなければいろんな場所で投稿が可能である。
pixel氏はケロブラスターなどで使用している。

## 経緯
作者であるPixelが作成したダウンロードゲームとして「いかちゃん」と「洞窟物語」がある。作者はこれら2つのゲームの演奏ドライバを開発した。これにより、MIDIにはない独自性の高いBGMを演奏できた。ピストンコラージュはこれに拡張性や使いやすさなどを足して再設計されたものである。
「いかちゃん」で使用された演奏ドライバは「PiyoPiyo」、「洞窟物語」で使用された物は「オルガーニャ」と呼ばれている。